# Resistencia taiwanesa a la invasión japonesa (1895)
La resistencia taiwanesa a la invasión japonesa de 1895 fue un conflicto entre la efímera República de Formosa (Taiwán) y el Imperio del Japón. La invasión se produjo poco después de la cesión de la dinastía Qing de Taiwán a Japón en abril de 1895 al final de la primera guerra sino-japonesa.
Los japoneses desembarcaron en la costa norte de Taiwán, cerca de Keelung, el 29 de mayo de 1895, y se desplazaron hacia el sur hasta Tainan. Aunque su avance se vio frenado por la actividad guerrillera, los japoneses derrotaron a las fuerzas taiwanesas (una mezcla de unidades chinas regulares y milicias locales Hakka) en una campaña que duró solo cinco meses. La victoria japonesa en Baguashan el 27 de agosto fue la batalla más grande jamás peleada en suelo taiwanés y condenó a la resistencia de Formosa a una derrota temprana. La caída de Tainan el 21 de octubre puso fin a la resistencia organizada a la ocupación japonesa e inauguró cinco décadas de dominio japonés de Taiwán.

## Antecedentes y causas

### Incidente de Mudan de 1871
Artículo principal: Incidente de Mudan de 1871
El 6 de noviembre, 66 marineros ryūkyūan entraron al corazón de Taiwán después de que su barco fuera destruido en un tifón, dejándolos naufragados en el extremo sureste de Taiwán. El 8 de noviembre, los 66 marineros llegaron a la comunidad de Mudan y el pueblo local de Paiwan les ordenó quedarse allí. Un día después, después de expresar dudas, los 66 marineros intentaron escapar. Mientras que 12 fueron puestos bajo custodia protectora por funcionarios chinos Han, los 54 restantes fueron asesinados.
Los sobrevivientes fueron alojados en la casa de Yang Youwang, quien les permitió quedarse durante 40 días. Al dar ropa y comida al pueblo paiwan, pudo aplacarlos. Posteriormente, los marineros japoneses se quedaron en la embajada ryukyuan en Fuzhou, Fujian durante medio año, y posteriormente regresaron a casa a Miyako.
En represalia por la negativa de China a pagar una indemnización debido a que los aborígenes taiwaneses estaban fuera de su jurisdicción, Japón envió una fuerza militar a Taiwán, la Expedición de Taiwán de 1874. El primer despliegue en el extranjero del Ejército Imperial Japonés y la Armada Imperial Japonesa 3.600 soldados ganan en la batalla de la Puerta de Piedra el 22 de mayo. Treinta hombres de la tribu de Taiwán fueron asesinados o mortalmente heridos en la batalla. Las bajas japonesas contaron 6 muertos y 30 heridos.
En noviembre de 1874, las fuerzas japonesas se retiraron de Taiwán después de que el gobierno Qing acordó una indemnización de 500.000 taels Kuping.

### Ocupación japonesa de las Pescadores
Artículo principal: Campaña de las Pescadores (1895)
La campaña de las Pescadores tuvo lugar del 23 al 26 de marzo de 1895 y marcó la última operación militar de la Primera guerra sino-japonesa. Como el Tratado de Shimonoseki de 1895 entre China y Japón originalmente dejó a Taiwán y las Pescadores fuera, Japón pudo organizar una operación militar contra ellos sin temor a dañar las relaciones con China. Al ocupar a los Pescadores, Japón pretendía evitar que los refuerzos chinos llegaran a Taiwán. El 15 de marzo de 1895, una fuerza japonesa de 5.500 hombres zarpó hacia las islas Pescadores y desembarcó en la isla Pa-chau el 23 de marzo siguiente.
Debido en parte a las desmoralizadas defensas de los chinos, que contaban con aproximadamente 5.000 hombres, las fuerzas japonesas lograron tomar las Pescadores en solo tres días. Si bien las bajas japonesas fueron mínimas, un brote de cólera mató a 1.500 en pocos días.

### Tratado de Shimonoseki
Artículo principal: Tratado de Shimonoseki
La versión final del Tratado de Shimonoseki se firmó en el hotel Shunpanro en Shimonoseki, Japón, el 17 de abril de 1895. El tratado puso fin a la Primera guerra sino-japonesa entre Japón y la China Qing.
Si bien Japón había tomado medidas para garantizar que Taiwán les fuera cedido, ya que proporcionaría una tierra excelente para la expansión militar en el sur de China y el sudeste asiático, China reconoció la importancia de Taiwán como un punto comercial hacia Occidente, y por lo tanto se negó a incluirlo en el Tratado.
Si bien Japón les citó la cesión de Taiwán como una necesidad, China argumentó que había sido una provincia de China desde 1885. Además, como Taiwán nunca había sido un campo de batalla durante la Primera guerra sino-japonesa, los funcionarios chinos se negaron a cederlo, en lugar de transferir la soberanía de las islas Penghu y la porción oriental de la bahía de la península de Liaodong.
Finalmente, China no pudo mantener Taiwán y se incluyó en el tratado, lo que condujo a la invasión de Japón y puso fin a 200 años de gobierno de la dinastía Qing.
Las condiciones que Japón impuso a China llevaron a la Triple Intervención de Francia, Alemania y Rusia solo seis días después de la firma. Habiendo establecido puertos y enclaves en China, los tres países exigieron que Japón retirara su reclamo en la península de Liaodong.
La inclusión de Taiwán en el tratado final llevó a los funcionarios pro-Qing a declarar la República de Formosa en 1895. Nunca obtendría reconocimiento internacional.

La bandera de la República de Formosa.

### República de Formosa
Artículo principal: República de Taiwán (1895)
Después de enterarse de la cesión de Taiwán a Japón, los funcionarios pro-Qing dirigidos por Qiu Fengjia declararon la República de Formosa. Tang Jingsong, el Gobernador General Qing de Taiwán, se convirtió en el primer presidente de la república. Liu Yongfu, el comandante retirado del Ejército de Bandera Negra y héroe nacional, comenzó a servir como Gran General del Ejército.
Si bien la República de Formosa emitió una declaración de independencia, las potencias occidentales no pudieron reconocerla debido a su cesión legal a Japón en el tratado de Shimonoseki. Debido a que Formosa tenía la intención de confiar en China para las tropas y las defensas, tuvo que reconocer a China como soberana, lo que enajenó a las potencias en Europa. Mientras tanto, China se negó a reconocer a la República sobre la base de no ofender a Japón, lo que también sirvió para evitar el apoyo de las tropas chinas a Formosa. Tang Jingsong incluso recibió la orden de regresar a Pekín.
Formosa tuvo una semana de existencia ininterrumpida hasta que Japón aterrizó en sus costas el 29 de mayo, comenzando así la invasión.

## Resistencia

### Tang Jingsong
Artículo principal: Tang Jingsong

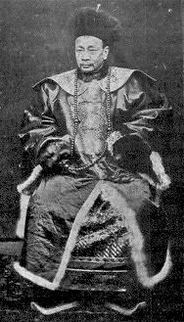
Tang Jingsong.

Tang Jingsong (chino tradicional: 唐景崧; chino simplificado: 唐景嵩; pinyin: Táng Jǐngsōng) (1841–1903) fue un estadista y general chino. Las contribuciones militares incluyen convencer al líder de la Bandera Negra, Liu Yongfu, de servir a China en Tonkín (Vietnam del Norte), y aunque finalmente fracasó, también fue ampliamente elogiado por su intelecto durante el Asedio de Tuyên Quang (noviembre de 1884 - marzo de 1885).
Tang Jingsong era el gobernador de Taiwán cuando fue cedido a Japón en 1895 con el Tratado de Shimonoseki. Se convirtió en presidente de la República de Formosa el 25 de mayo de 1895 y, junto con otros funcionarios chinos, se quedó para resistir a los japoneses. El 3 de junio de 1895, las fuerzas de Formosa fueron derrotadas en Keelung, sin embargo, la noticia de la derrota no llegaría a Taipéi hasta el 4 de junio. Tang Jingsong huyó de Taiwán el 6 de junio, solo 3 días después de la derrota en Keelung.

### Liu Yongfu
Artículo principal: Liu Yongfu

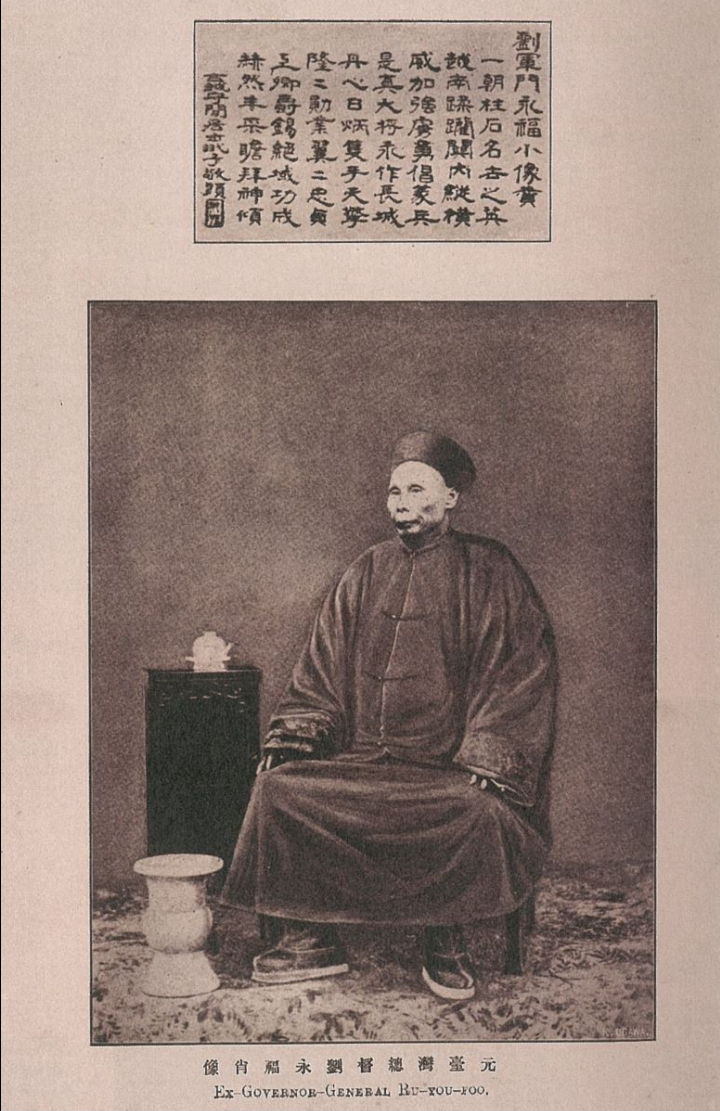
Liu Yongfu.

Liu Yongfu (chino: 劉永福; pinyin: Liú Yǒngfú; Wade-Giles: Liu Yung-fu; vietnamita: Lưu Vĩnh Phúc) (1837–1917) fue un mercenario, así como el comandante del ejército de la Bandera Negra. Después de ser convencido de unirse a la lucha por Tang Jingsong, alcanzó fama como patriota chino durante la lucha contra el Imperio francés en Tonkín (Vietnam del Norte).
Tuvo una fuerte relación con Tang Jingsong, quedándose para luchar contra los japoneses en Taiwán siguiendo el Tratado de Shimonoseki. Liu Yongfu recibió el título de mando de las fuerzas de resistencia en el sur de Taiwán y fue ascendido a general. Cuando Tang Jingsong huyó de Taiwán, Liu Yongfu se convirtió en el segundo y último líder de la República de Formosa. Cuando se hizo evidente que Taiwán se había perdido, el 20 de octubre de 1895 Liu huyó de Taiwán a bordo de un barco mercante británico llamado SS Thales. Sin embargo, este barco estaba siendo perseguido por un barco japonés, el Yaeyama. El Yaeyama alcanzó al Thales en aguas internacionales cerca de Amoy, pero no pudieron identificar y tomar a un disfrazado de Liu Yongfu bajo custodia. Las acciones del gobierno japonés provocaron protestas diplomáticas de Gran Bretaña, y el gobierno japonés emitió una disculpa oficial por seguir y detener el barco británico. El 21 de octubre, Tainan se entregó a los japoneses, señalando el fin de cualquier resistencia importante a la ocupación japonesa.

### Capitulación de Tainan
Artículo principal: Capitulación de Tainan
La noticia de que Liu Yongfu estaba huyendo de Taiwán llegó a Tainan conmocionado en la mañana del 20 de octubre. Tanto Tang Jingsong como Liu Yongfu se fueron, Formosa se quedó sin un liderazgo real y la gente no sabía qué hacer. Muchos huyeron a la ciudad portuaria de Anping, que estaba más lejos de las líneas del frente. Los comerciantes chinos en el área, así como la comunidad europea estaban particularmente preocupados por este giro de los acontecimientos, temiendo que los soldados pudieran volverse violentos y saquear o saquear la ciudad. Tres trabajadores europeos de la Aduana Marítima de Anping, Alliston, Burton y McCallum pudieron convencer a casi 10,000 soldados que habían acudido en masa a Anping para que entregaran sus armas y se entregaran pacíficamente a los japoneses. Utilizando una de las bajadas de la Aduana Marítima para albergar el armamento entregado, al anochecer se habían asegurado entre 7.000 y 8.000 rifles chinos.
A partir de ahí, todo lo que quedaba era invitar a los japoneses a Tainan, una tarea peligrosa que nadie se ofreció voluntariamente. Finalmente, dos misioneros ingleses, James Fergusson y Thomas Barclay aceptaron la peligrosa tarea de ir de Tainan a la sede del Teniente General Nogi en Ji-chang-hang. Llevaron con ellos una carta escrita por comerciantes chinos que explicaba que los soldados chinos habían dejado sus armas y no iban a defenderse, y alentaron a las fuerzas japonesas a entrar y mantener el orden rápidamente antes de que las cosas pudieran caer en desorden. Después de caminar solo un par de horas, fueron detenidos por el disparo de un centinela japonés, pero finalmente lograron entregar el mensaje al Teniente General Nogi. Es comprensible que Nogi desconfíe de la idea de que esto podría ser una trampa o una emboscada, sin embargo, decidió avanzar hacia Tainan esa noche, entrando a la ciudad a la mañana siguiente.
Las fuerzas del teniente general Nogi entraron en Tainan a las 7 A. m. el 21 de octubre, y a las 9 A. m., la bandera japonesa ondeaba sobre Tainan. Cuando Tainan se entregó a los japoneses, marcó el final de cualquier resistencia importante y el comienzo de cinco décadas de ocupación japonesa.

### Fuerzas de Taiwán
Si bien Taiwán no tuvo escasez de soldados en mayo de 1895, Tang Jingsong exageró considerablemente estos números para impulsar la moral de sus propios soldados. A veces afirmó tener hasta 150.000 soldados, incluidos voluntarios, sin embargo, este número ha sido analizado detenidamente y se ha descubierto que 75.000 es mucho más preciso para la cantidad de soldados estacionados en la isla. Las fuerzas de Formosa incluyeron soldados chinos de la guarnición Qing, unidades de la milicia hakka y voluntarios locales. Los miembros de la guarnición Qing constituían el mayor porcentaje de sus fuerzas con alrededor de 50.000 soldados, con la milicia hakka y las unidades de voluntarios conformando los otros 25.000. Las fuerzas estaban bajo el mando de tres personas diferentes que variaban según la ubicación. Liu Yongfu comandó aproximadamente 20,000 hombres en el sur, Qiu Fengjia, comandó alrededor de 10,000 hombres, y un almirante chino llamado Yang comandó a 30.000 hombres en el norte.

### Bajas y pérdidas

#### Taiwán
Las bajas de Formosa y China fueron altas, pero son difíciles de estimar. Los japoneses capturaron alrededor de 7.000 soldados enemigos de varios campos de batalla, aunque se estima que el número total de muertos formosanos y chinos fue de alrededor de 14.000.

#### Japón
Las bajas de combate japonesas en la invasión fueron menores que las de las tropas defensoras de Formosa y China. 515 soldados resultaron heridos y 164 soldados fueron asesinados. La muerte por enfermedades como el cólera y la malaria fueron mucho mayores. Hubo un brote de cólera en las Islas Pescadores a fines de marzo de 1895 que mató a más de 1.500 soldados japoneses, y un número aún mayor murió de malaria en septiembre de 1895 en Changhua, poco después de que los japoneses lo tomaran. Según los números japoneses, 4.642 soldados murieron en Taiwán y las Islas Pescadores por enfermedades. Al final de la campaña, 21.748 soldados japoneses habían sido evacuados de regreso a Japón, mientras que 5.246 soldados habían sido hospitalizados en Taiwán.
Entre las víctimas de la enfermedad se encontraba el príncipe Kitashirakawa Yoshihisa, que se enfermó de malaria el 18 de octubre y murió en Tainan el 28 de octubre, solo siete días después de la capitulación de la ciudad ante los japoneses. El cuerpo del príncipe fue escoltado de regreso a Japón por el crucero Yoshino. Durante este tiempo, se difundió ampliamente en Taiwán que la muerte del príncipe se debió a una herida que había recibido durante la batalla de Baguashan.

## Ocupación japonesa

### Cambios económicos
Después de que Japón ocupara Taiwán, el gobierno japonés buscó mejorar la agricultura en Taiwán. En la década de 1920, las innovaciones agrícolas ayudaron a producir cultivos excepcionales como el azúcar y el arroz. Los dos cultivos se convirtieron en las mayores exportaciones del país entre 1900 y 1930. Durante este tiempo, Taiwán experimentó un auge demográfico y económico. Sin embargo, los disturbios en la creciente población parecían inclinarse por que los beneficios del crecimiento económico no se dividieran en partes iguales. El gobierno japonés también hizo una encuesta para contar y redistribuir tierras en la década de 1900. Los resultados concluyeron que más de dos tercios de las tierras en propiedad no habían sido contabilizadas. Esto dio como resultado la triplicación de los impuestos en Taiwán entre los propietarios de tierras.

### Influencia cultural
Después de la ocupación, para competir al mismo nivel que el creciente poder de los países occidentales, Japón decidió utilizar Taiwán como recurso económico. Para esto, se introdujeron varios puntos de enfoque; Estos puntos incluían la agricultura, un sistema de salud mejorado, educación pública y más.
Aunque los nacionalistas en Taiwán critican la influencia que Japón tuvo en Taiwán, muchos coinciden en que el sistema de salud fue en general beneficioso para el país. Después de la ocupación, se establecieron muchas estaciones de salud en todo el país. Los centros de investigación se desarrollaron para investigar y contener enfermedades infecciosas. La fuerza policial establecida por los japoneses en Taiwán también recibió la tarea de mantener la salud pública. Como esto requería supervisión adicional, el sistema Baojia fue adoptado y mejorado.

#### Los Tres Vicios
Parte de la política social de Japón involucraba los "Tres Vicios", que la Oficina del Gobernador General consideraba arcaicos y poco saludables. Estos fueron el uso de opio, la práctica del vendado de pies  y el uso de coletas.
Aunque el primer ministro Itō Hirobumi ordenó que se prohibiera el opio en Taiwán lo antes posible, el gobierno siguió involucrado en el comercio de narcóticos hasta la rendición de Japón en 1945.
El Gobierno Colonial lanzó una campaña contra el vendado de pies en 1901, que culminó con su eventual ilegalidad en 1915. El vendado de pies en Taiwán se extinguió poco después, ya que los infractores estaban sujetos a fuertes castigos.
En comparación, el gobierno colonial hizo relativamente poco para limitar el uso de coletas además de ejercer presión social, ni siquiera emitió edictos o leyes formales sobre el tema. Después de la caída de la dinastía Qing en 1911, la popularidad de las coletas disminuyó aún más.

#### Religión

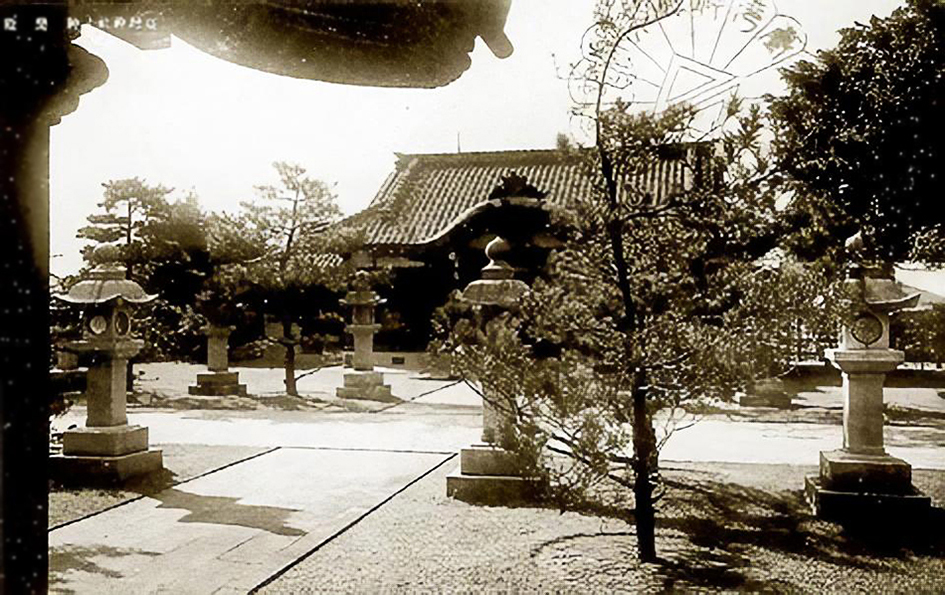
Gran Santuario de Taiwán, un santuario sintoísta construido en Taipéi en 1901.

La influencia religiosa de Japón en Taiwán existió en tres fases.
Entre 1895 y 1915, el gobierno colonial decidió promover la religión budista existente sobre el sintoísmo en Taiwán, bajo la creencia de que podría acelerar la asimilación de los taiwaneses en la sociedad japonesa. En estas circunstancias, los templos budistas existentes en Taiwán se expandieron y modificaron para acomodar elementos japoneses de la religión, como el culto a Ksitigarbha (popular en Japón pero no en Taiwán en ese momento). Los japoneses también construyeron varios templos budistas nuevos en todo Taiwán, muchos de los cuales también terminaron combinando aspectos del taoísmo y el confucianismo, una mezcla que aún persiste en Taiwán hoy.
En 1915, las políticas religiosas japonesas en Taiwán cambiaron después del incidente de Tapani. La ermita era una sala budista zhaijiao donde el seguidor Yu Qingfang (余清芳) comenzó un levantamiento antijaponés, en el que participaron muchas otras sectas religiosas y taoístas populares. El gobierno japonés descubrió el complot y Yu Qingfang fue ejecutado en un juicio rápido junto con otros noventa y cuatro seguidores.
En 1937, después del incidente del Puente de Marco Polo y el comienzo de la segunda guerra sino-japonesa, Tokio ordenó la rápida aculturación de los pueblos de las colonias de Japón. Esto incluyó un esfuerzo para desacostumbrar a las personas de las religiones tradicionales chinas y convertirlas en el nexo del Estado Sintoísta. Muchos santuarios sintoístas se establecieron en Taiwán. Los altares familiares chinos fueron reemplazados por kamidana y butsudan, y se introdujo un calendario japonés de festivales religiosos.

#### Protestas pacíficas
El comienzo del dominio japonés apenas vio resistencia por parte de la comunidad taiwanesa. En ese momento, la gente sentía que el gobierno japonés podría servir mejor que los gobiernos previamente establecidos por los señores de la guerra. Sin embargo, varias décadas después del establecimiento del gobierno japonés en Taiwán, en 1915, surgieron varios grupos políticos. Entre ellos se encontraban el Partido Popular, la Nueva Sociedad del Pueblo y la Asociación Cultural de Taiwán. Las mayores preocupaciones de estas sociedades fueron el reconocimiento de la cultura taiwanesa, la libertad de expresión y el establecimiento del parlamento. Sin embargo, dado que estas peticiones no vieron un apoyo generalizado, no se hicieron progresos reales en ese momento. Después de la retirada de Japón, estos movimientos ayudaron a establecer el estándar político y las opiniones políticas generales del actual Taiwán.
Del 16 al 22 de octubre de 1923, Hsieh Wen-ta (謝文 達) voló sobre Tokio y distribuyó miles de panfletos contra el dominio japonés en Taiwán. Entre los mensajes se encontraban "Los taiwaneses han estado sufriendo durante mucho tiempo bajo el gobierno tiránico" y "¡El totalitarismo del gobierno colonial es una desgracia para el país constitucional de Japón!" Hsieh fue el primer aviador taiwanés, lográndolo en 1921.

### Reacciones en Japón
La ocupación se encontró con sentimientos encontrados. Durante los 50 años de ocupación hubo casos de rebeliones y guerrillas de los taiwaneses contra los japoneses. Las resoluciones a menudo condujeron a batallas y numerosas muertes. Desde 1895 hasta 1902, la lucha continuó hasta que los japoneses finalmente obtuvieron el control sobre la mayor parte del territorio. En los años siguientes, solo se produjeron varias rebeliones. Sin embargo, en octubre de 1930 se aseguraron los combates entre una tribu taiwanesa y los japoneses. A través del conflicto, murieron más de 130 japoneses. La lucha concluyó con los japoneses aplastando la rebelión, en la que murieron más de 600 taiwaneses. Esto se conoció como el Incidente Wushe.

### Reacciones internacionales
Tras el auge de la agricultura en Taiwán, aumentó la exportación de azúcar y arroz. Sin embargo, dado que Japón tenía el monopolio de esto, Taiwán tenía poco que ofrecer en la escena internacional y, en consecuencia, tenía poco que ver con los países extranjeros.